# 萊蒂拉

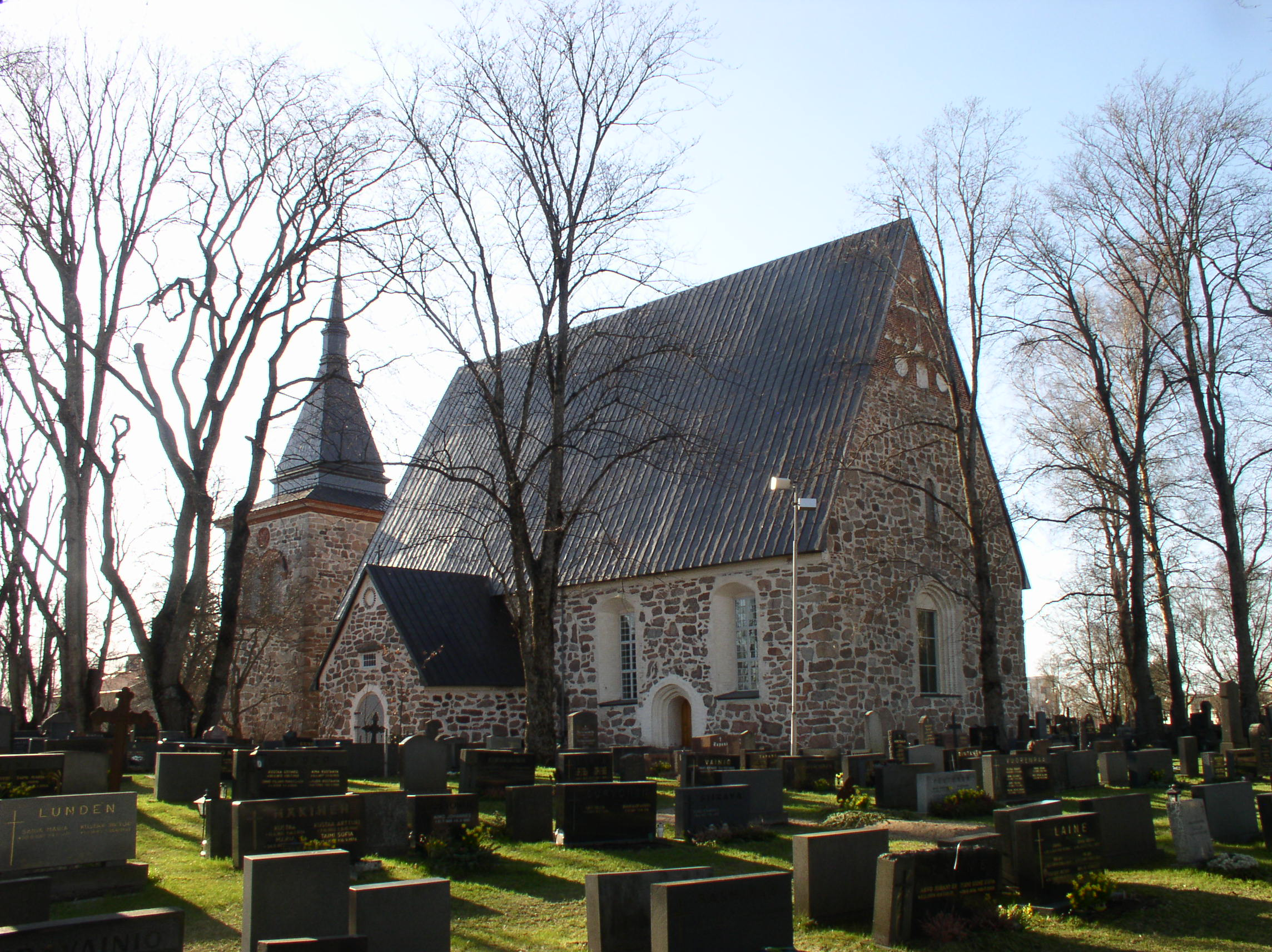
莱蒂拉教堂

萊蒂拉（芬蘭語：Laitila）是芬蘭的市鎮，位於該國西南部，距離圖爾庫60公里，由西南芬蘭區負責管轄，面積545.33平方公里，2012年人口8,412，其中約98%居民的母語是芬蘭語。

## 外部連結
- Town of Laitila （页面存档备份，存于） – Official site （文）